# 名古屋市立長根台小学校
名古屋市立長根台小学校（なごやしりつ ながねだいしょうがっこう）は、愛知県名古屋市緑区古鳴海二丁目にある公立小学校。

## 概要
- 池上台一丁目、古鳴海一丁目、古鳴海二丁目、鹿山一丁目の一部、長根町、鳴子町1丁目の一部、鳴海町（池上の一部、上ノ山の一部、杜若の一部、古鳴海の一部、小森の一部、伝治山）などが通学区域であり、公立中学校の進学先は名古屋市立鳴子台中学校である[1][2]。

## 沿革
- 1974年（昭和49年）4月 - 名古屋市立鳴子小学校の分校として設置される。
- 1975年（昭和50年）4月 - 名古屋市立長根台小学校として独立する。

## 交通アクセス
- 名古屋市営地下鉄桜通線野並駅下車、徒歩約12分。

## 周辺施設
- 名古屋市立鳴子小学校
- アピタ鳴海店
- 鳴海製陶本社工場